# Alžběta Těšínská
Alžběta Těšínská (datum narození není známo, zemřela koncem druhé poloviny 14. století) byla těšínská kněžna z rodu Piastovců, řádová sestra Cisterciáckého řádu.
Dcera těšínského knížete Kazimíra I. a Eufemie Mazovské.

## Život
Alžběta měla následovat své sourozence v církevní kariéře, resp. duchovní cestě.
Okolo roku 1363 Alžběta opustila cisteriánský klášter v Třebnici (polsky Trzebnica) a navázala vztah s moravským markrabětem Janem Jindřichem Lucemburským, bratrem Karla IV.
Zpráva o vystoupení z kláštera se dostala až do Říma, kde papež Urban V. v dopise ze dne 20. února 1364 přikázal vratislavskému biskupovi Přeclavovi z Pohořelé, aby přesvědčil (přiměl) Alžbětu k ukončení konkubinátu s Janem Jindřichem a vrátila se zpět do řádu. V témže roce vztah mezi Alžbětou a markrabětem skončil, když se oženil s Markétou Habsburskou. Další osud těšínské kněžny není znám.

## Smrt
Historici předpokládají, že jistě zemřela v druhé polovině 14. století. Kdy a kde byla pohřbena, není známo.